# Sébastien Lacroix
Sébastien Lacroix (* 20. April 1983 in Saint-Claude) ist ein ehemaliger französischer Nordischer Kombinierer, der aber auch unregelmäßig als Spezialspringer aktiv war.

## Werdegang

### Nordische Kombination
Sébastien Lacroix lebt in Bois-d’Amont und startet dort für den örtlichen Skiclub. Sein erstes internationales Rennen bestritt er im Februar 2001 in Liberec im Rahmen des Weltcups und gewann als 21. sofort erste Punkte. Es folgten bis zum Ende der Saison 2002/03 nur weitere Einsätze im B-Weltcup sowie bei der Junioren-Weltmeisterschaft 2002 in Schonach. Dort wurde er im Gundersen-Wettbewerb Fünfter, mit der Staffel gewann er gemeinsam mit Maxime Laheurte, Mathieu Martinez und François Braud hinter der Mannschaft aus Deutschland die Silbermedaille. Bis zur nächsten Junioren-WM 2003 in Sollefteå startete Lacroix zumeist im Weltcup und erreichte mehrfach Punkteränge. In Solleftea gewann der Franzose hinter Björn Kircheisen die Silbermedaille im Gundersen-Wettbewerb. Im Sprint wurde er Achter, im Staffelwettbewerb gewann Lacroix mit Braud, Laheurte und Jason Lamy Chappuis die Bronzemedaille. In den Folgejahren wechselte der Franzose oftmals zwischen dem A- und B-Weltcup und erreichte immer wieder gute Resultate, ohne jedoch den endgültigen Durchbruch zu erreichen. Bestes Resultat im B-Weltcup wurde ein zweiter Platz hinter Mikko Kokslien in Chaux-Neuve im Januar 2008. Im Dezember des Jahres erreichte Lacroix in Ramsau am Dachstein erstmals als Zehntplatzierter eine Top-Ten-Platzierung im Weltcup. Einen Monat später erreichte er im Val di Fiemme als Siebter seine beste Weltcup-Platzierung. In der Gesamtwertung der Saison 2008/09 wurde Lacroix 22. Erstes Großereignis für den Franzosen wurden die Nordischen Skiweltmeisterschaften 2009 in Liberec. Im Einzelwettbewerb von der Normalschanze wurde er 27., 34. im Massenstartwettbewerb und Vierter im Teamwettbewerb. Bei den Französischen Meisterschaften im Skispringen 2009 gewann Lacroix mit Jason Lamy Chappuis, Ronan Lamy Chappuis und Jordan Taillard als Mannschaft Jura I  die Bronzemedaille im Teamwettbewerb, im Einzel wurde er Sechster. Bei den Olympischen Winterspielen 2010 im kanadischen Vancouver wurde er mit der Mannschaft Vierter und erreichte in den beiden Gundersen-Wettbewerben von der Groß- und der Normalschanze jeweils den 19. Rang. Bei den Weltmeisterschaften 2011 im norwegischen Oslo erreichte er mit den französischen Staffeln die Plätze vier von der Groß- und fünf von der Normalschanze, während er in den Grundersenwettbewerben 23. von der Groß- und 30. von der Normalschanze wurde. Zum Auftakt der Saison 2012/13 erreichte er mit einem dritten Platz im Gundersen-Wettbewerb in Kuusamo sein erstes Weltcup-Podium. Bei seinen dritten Nordischen Skiweltmeisterschaften 2013 im Val di Fiemme gewann er im Mannschaftswettbewerb von der Normalschanze und im Teamsprint die Goldmedaille. Om Einzel erreichte er den siebenten Platz von der Großschanze und den elften Platz von der Normalschanze. Bei den Olympischen Winterspielen 2014 im russischen Sotschi verpasste er wie schon vier Jahre zuvor mit der französischen Mannschaft als Vierter nur knapp olympisches Edelmetall, während er in den beiden Gundersen-Wettbewerben die Plätze 21 von der Groß- und 28 von der Normalschanze erreichte. Nach der Saison 2014/15 beendete er seine aktive Karriere, nachdem er bei den Weltmeisterschaften im schwedischen Falun eine Bronzemedaille im Mannschaftswettbewerb von der Normalschanze gewonnen hatte und in den Gundersenwettbewerben Achter (Großschanze) und Elfter (Normalschanze) geworden war.

### Skispringen
Lacroix startete im Juli 2011 in Gérardmer erstmals als Spezialspringer im Rahmen des FIS-Cup. Zwei Tage später kam er am 30. Juli 2011 in Courchevel erstmals im Rahmen des Skisprung-Continental-Cup zum Einsatz. In den beiden Springen, die er dort bestritt, blieb er jedoch ohne Punkterfolg. Im September 2013 startete Lacroix bei zwei Springen im norwegischen Lillehammer erneut im Continental Cup, kam jedoch erneut nicht in den zweiten Durchgang und blieb erneut ohne Punkte. Am 7. März 2015 gab er beim Teamspringen in Lahti sein Debüt im Skisprung-Weltcup und erreichte mit der Mannschaft den zehnten Rang.

## Erfolge

### Nordische Kombination

#### Weltcupsiege mit dem Team
| Nr. | Datum             | Ort     | Disziplin  |
| --- | ----------------- | ------- | ---------- |
| 1.  | 16. Dezember 2011 | Seefeld | Teamsprint |